# Kadyr Myrza Äli
Kadyr Myrza Äli (ur. w 5 stycznia 1935 w obwodzie zachodniokazachstańskim w Kazachstanie, zm. 24 stycznia 2011) – kazachski pisarz, laureat Nagrody Republiki Kazachstanu w dziedzinie literatury.